# 萩原舞 (AV女優)
萩原 舞（はぎわら まい、1982年3月22日 - ）は、日本の元ヌードモデル・AV女優。
人気お菓子系アイドル出身者として知られる。
ハロー!プロジェクトのアイドルと同姓同名であるが、全くの別人。

## 人物・来歴

### ASAYANオーディション
中学卒業間近の1997年1月、渡辺 紗希（わたなべ さき、渡邊 紗希）名義 でテレビ東京のオーディション番組『ASAYAN』に出演し、東京で行われたヴォーカリストオーディションにてMY LITTLE LOVERの楽曲「NOW AND THEN 〜失われた時を求めて〜」を歌唱。最終選考にまで残るが、結果は「MAX松浦の判断で該当者なし」となり、デビューには繋がらなかった。この結果に、本人は「納得いきません」と話している。

### お菓子系時代
一旦は芸能への道を絶たれた形となったが、その後、路上スカウトによりグラビアモデルとしての活動を決意。お菓子系雑誌『クリーム』（1997年8月号）でグラビアデビューを飾った。なお、このときスカウトを行った人物である千堂絵美（後の清水かおり）は、以後萩原のマネージャー業務を担当したが、スカウト当時は自らもお菓子系アイドルとして活動していた異色の存在であった。萩原本人は、現役モデルによるスカウトであったことが仕事を受諾した一因と話している。
デビュー最初期はこの千堂マネージャーによって与えられた久保 くるみ（くぼ くるみ）名義で誌面に登場していたが、この芸名を「変だからヤダ」と感じたことから萩原 舞と自ら考案し、改名。
ファースト写真集で下着越しの陰毛を披露する等、当初から露出には比較的寛容な態度を見せ、お菓子系人気モデルの一人となった。しかしグラビアモデルの収入は少なく、生活費を稼ぐためにコンビニでアルバイトをしていると公言していた。

### ヌードモデル時代
2000年、18歳の誕生日当日に初のヘアヌードグラビアを撮影。『WOoooo!B組』（2000年5月号）掲載のインタビューにて、本人が「初ヌード」と言及したことで明らかになった。また、東京で行われた初のヌード撮影会には発表直後に予約が殺到した。その後数年間で数多くの写真集やイメージビデオを出版するなどヌードモデルとして活動した。
ヌードになった経緯や心情については、必ずしも一貫した説明はなされていない。ヌード騒動当時、インターネット上のファンコミュニティにて「水着の次は下着、下着の次はセミヌード、セミヌードの次はヌードと流れが出来ていて、この業界に居るには脱ぐしか無くなってしまった」と語っている。一方、別の機会には「水着や下着の頃は貧乏で、前から18歳になったら収入の多いヌードモデルになるつもりだった」と発言したこともあり、近い時期のアダルトビデオ出演に前向きな姿勢を明かしたりもした。しかし、その後は幾度となく態度を変え、AVデビュー直前になっての出奔や芸能活動引退表明、直後の復帰など逡巡が見られた。
2003年9月30日、バウハウスの専属契約が終了。当時の公式ウェブサイト「マイチィドットネット」も同日付で閉鎖された。

### AV女優時代
2003年11月、ジャパンホームビデオ専属女優としてのAVデビューが発表され、2004年2月にデビュー作『夢より星より太陽より』が発売された。このAVデビューにあたっては萩原舞専用の「みるくる」レーベルが創設され、出演料は一作400万円 と異例の厚遇となった。この時期の出演作は、男優との本番行為はおろかキスさえも実際には行っておらず、一般映画の「ベッドシーン」に近い手法の徹底的なソフトコア路線だったため賛否が分かれたが、結果的にはヌード同様に好セールスを果たした。AVデビューと同時期に競泳選手の北島康介との交際が写真週刊誌によって報じられた ことも話題作りに一役買ったとされる。
「みるくる」レーベルは3作で実質終了となり、半年後の2004年11月からは既存レーベルであるアリスJAPANに移籍。2006年まで新作が継続的にリリースされた。この時期にはキスやフェラチオは実際に行われるようになったが、本番行為はなく全作を擬似挿入で撮影したという。
2008年7月、雑誌紙面上と本人ブログ にて久々のAV復帰を宣言。9月リリースの復帰第1作『解禁』ではイタリアン高橋を相手に初めて本番行為を行っている。この復帰作のメーカーであるマキシングとは3作契約とされていたが、実際は10月リリースの2作目で途切れている。2009年8月に先述2作の総集編がリリースされたが「今後も発売するものもない」 と本人が明言、3作目の所在は不明のままとなった。2009年10月31日に当時の公式サイト「マイチィ・ウェブ」が閉鎖、同サイトの最終更新時 に告知された「お知らせブログ」も程なくして閉鎖された。

## 作品

### イメージビデオ
- 平成女学園高等部 体力測定編（1999年4月23日、ソフト・オン・デマンド）
- 平成女学園高等部 水泳編（1999年4月23日、ソフト・オン・デマンド）
- 少女みるくる（2001年2月9日、バウハウス） - 初のヘアヌードビデオ
- みるくるの秘密（2001年3月9日、バウハウス）
- なんてったって、舞ちゃん。（2001年4月7日、バウハウス）
- みるくる伝説（2001年4月28日、バウハウス）
- PLATONIC LOVE（2002年3月22日、バウハウス）
- みるくる2002表バージョン（2002年11月20日、バウハウス）
- みるくる2002裏バージョン（2002年11月20日、バウハウス）
- b*LIVE（2003年5月25日、バウハウス）
- 4人にマワされた萩原舞（2003年7月27日、バウハウス）
- みるくるリターンズ（2003年9月26日、バウハウス）
- みるくるマニア（2003年11月27日、バウハウス）

### アダルトビデオ
- 夢より星より太陽より （2004年2月27日、みるくる）※AVデビュー作
- マイチィ・リップス （2004年3月26日、みるくる）
- 愛をかけてください 完全版 （2004年5月28日、みるくる）
- 嬲られ姫 （2004年11月19日、アリスJAPAN）
- 女尻 （2004年12月24日、アリスJAPAN）
- 姦理人は女子校生 （2005年2月18日、アリスJAPAN）
- Juicy Love （2005年3月18日、アリスJAPAN）
- 奴隷飼育M〜囚われのナース〜 （2005年4月22日、アリスJAPAN）
- 萩原舞スペシャル （2005年5月25日、サクセス・ビデオコミュニティー）
- 逆ソープ天国 （2005年6月24日、アリスJAPAN）
- Kiss to Kiss （2005年7月22日、アリスJAPAN）
- フェティッシュ舞 （2005年8月19日、アリスJAPAN）
- SWEET LONELY SISTER （2005年9月23日、アリスJAPAN）
- 絶頂ルート69 （2005年10月21日、アリスJAPAN）
- 萩原舞スペシャル2 （2005年10月26日、サクセス・ビデオコミュニティー）
- 猥褻モデル （2005年11月18日、アリスJAPAN）
- 白液姫〜しろえきひめ〜 （2005年12月16日、アリスJAPAN）
- ももいろの園 （2006年1月20日、アリスJAPAN） - 共演:早乙女みなき、白河みゆり
- マイチィの痴女日記 （2006年2月17日、アリスJAPAN）
- 悶絶セレナーデ （2006年3月17日、アリスJAPAN）
- 萩原舞スペシャル3 （2006年7月28日、サクセス・ビデオコミュニティー）
- COMPLETE FUCK 萩原舞 （2006年12月22日、アリスJAPAN）※総集編
- COMPLETE FUCK 萩原舞 2 （2007年4月27日、アリスJAPAN）※総集編
- アリスピンクファイル あの新基準モザイクで魅せる! 萩原舞 （2007年6月29日、アリスJAPAN）※総集編
- アリスピンクファイル あの新基準モザイクで魅せる! 萩原舞2 （2007年7月13日、アリスJAPAN）※総集編
- 解禁 （2008年9月16日、マキシング）
- 偶像破壊 淫絶FUCK！ （2008年10月16日、マキシング）
- 萩原舞コレクション （2009年8月16日、マキシング）※総集編

## 書籍

### 写真集
- 乳白色の放課後（みるくいろのほうかご）〈バウハウスムック 美少女プライベートコレクションシリーズ1〉（1998年3月5日、メディア・クライス、撮影：井上一真）ISBN 978-4894610866
- TENNYO〈2〉MASAAKI MIYAZAWA+女MAI HAGIWARA（2000年7月15日、英知出版、撮影：宮澤正明）ISBN 978-4754212599
- Maichy（2000年11月29日、英知出版、撮影：宮澤正明）ISBN 978-4754212766
- I・舞・Me（2001年3月22日、英知出版、撮影：吉田裕之）ISBN 978-4754212865
- LOVE&PEACH（2001年12月8日、バウハウス、撮影：諏訪 稔）ISBN 978-4894616691
- a*LIVE（2003年4月25日、バウハウス、撮影：諏訪 稔）ISBN 978-4894619432
- ザ・撮影現場 夢より星より太陽より（2004年2月12日、バウハウス、撮影：みるくるプロジェクト）ISBN 978-4894619685 ※AVデビューと並行して撮影された写真集

### ムック
- みるくるLOVE〈バウハウスムック〉（2002年10月6日、メディア・クライス 撮影：モリユタカ、諏訪 稔、横山こうじ、吉田裕之） ISBN 978-4894614901
- 肌花HADAKA〈1〉（2002年7月20日、英知出版 撮影：少年M、少年A、少年I） ISBN 978-4754230173
- みるくるLOVE2003〈バウハウスムック〉（2003年5月22日、メディア・クライス 撮影：榎本荘三、大友一生、諏訪 稔、西郡友典、横山こうじ） ISBN 978-4894615229
- みるくるLOVEプレミアム〈バウハウスムック44〉（2003年9月24日、メディア・クライス） ISBN 978-4894615441
- LOVE FUCK-MAI HAGIWARA×MINORU〈バウハウスムック71〉（2004年5、メディア・クライス 撮影：諏訪 稔） ISBN 978-4894615717

### デジタル写真集
- EROSTASY vol.10 萩原舞（2003年6月、バウハウス 撮影：横山こうじ）
- EROSTASY vol.16 萩原舞（2003年7月、バウハウス 撮影：横山こうじ）
- デカマンポスパワー・萩原舞（2003年11月、バウハウス 撮影：吉田裕之）
- デカマンポスパワー・萩原舞2（2003年11月、バウハウス 撮影：大友一生）

### カレンダー
- 2005萩原舞カレンダー（TRY-X）